# HD 27236
HD 27236，又名BD+09 558，SAO 111729、HR 1334，是一颗恒星，视星等为6.54，位于銀經184.17，銀緯-27.93，其B1900.0坐标为赤經4h 12m 57.5s，赤緯+9° -27.93′ 34″。